# 4th Armored Division (Vereinigte Staaten)

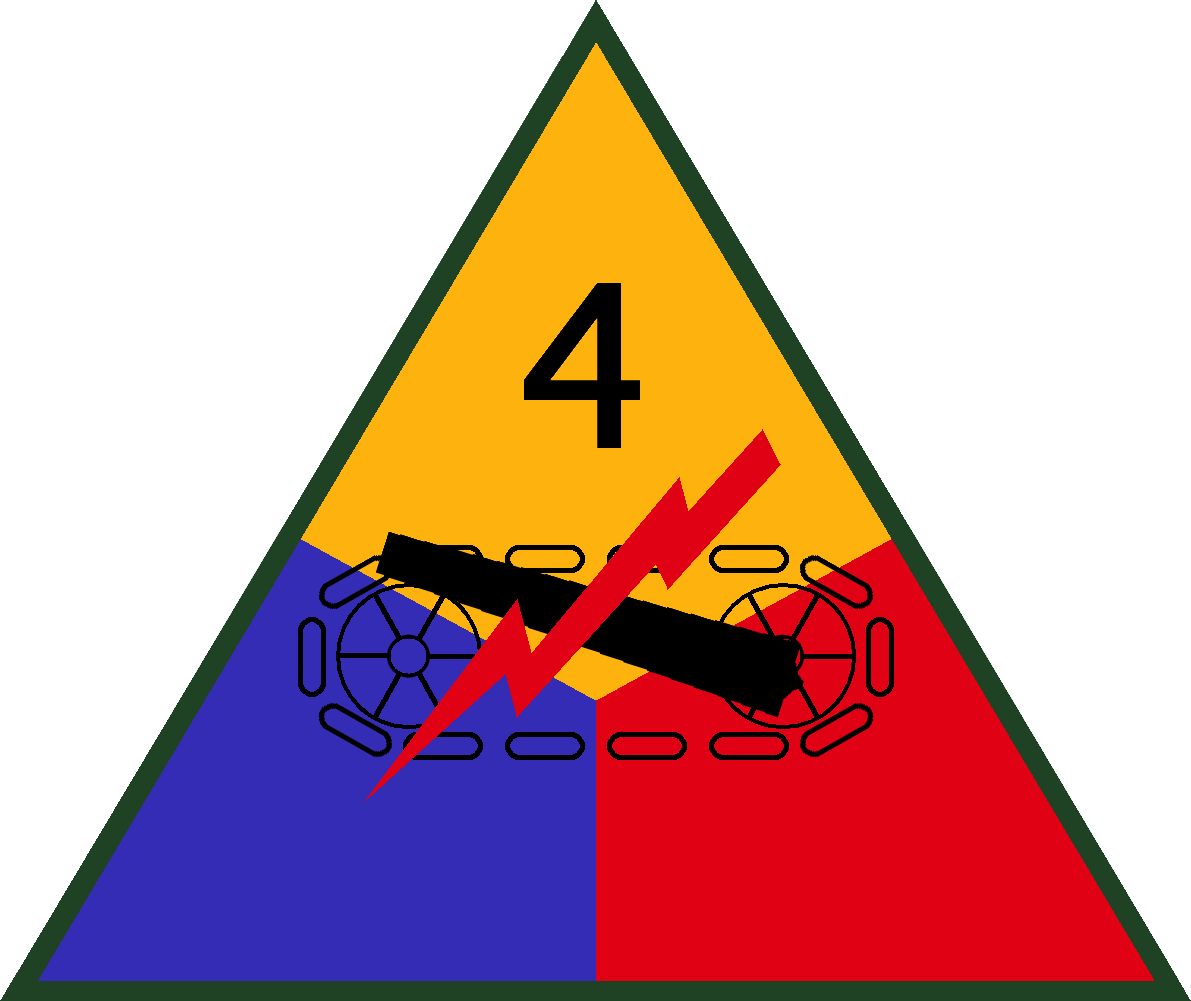
Abzeichen der 4. US-Panzerdivision

Die 4th Armored Division (deutsch 4. US-Panzerdivision; Spitzname: Name Enough bzw. Patton’s Vanguard) gehörte zu den gepanzerten Großverbänden, die im Zuge der sich zuspitzenden Kriegsgefahr Anfang der 1940er-Jahre durch die Vergrößerung der US-Armee entstanden. Nach der Ankunft auf dem europäischen Kriegsschauplatz nahm die Panzerdivision an verschiedenen Schlachten teil und erwarb sich dabei ihren Ruf als General George S. Pattons Speerspitze. Aus der Einsatzgeschichte stechen besonders die Einsätze in Lothringen und den Ardennen heraus. Aufgestellt im April 1941, folgte die 4. US-Panzerdivision der 1. und 2. US-Panzerdivision (beide 1940) zeitgleich mit der 3. US-Panzerdivision.

## Aufstellung und Training
Als Reaktion auf die Entwicklungen in Europa und der sich zuspitzenden Spannungen in Asien wurde die US-Armee deutlich vergrößert. Dabei zeigten die Erfahrungen des europäischen Kriegsschauplatzes, dass die mobile Kriegsführung mit Panzergroßverbänden nach dem Ersten Weltkrieg deutlich an Bedeutung gewonnen hatte – und auf die man in den USA reagieren musste. Als Folge stellte die Armeeführung innerhalb weniger Monate mehrere gepanzerte Großverbände auf, unter anderem am 15. April 1941 (zeitgleich mit der 3. US-Panzerdivision/Camp Beauregard) in Pine Camp die 4. US-Panzerdivision.
Der Personalbestand stammte – vor allem bei den Offizieren – aus der 1. US-Panzerdivision, aber auch aus Truppenteilen der Kavallerie. Anders als Infanteriedivisionen, deren Mannschaften oft gemeinsame regionale Herkunft verband, rekrutierte die US-Armee in den ersten Wochen nach der Aufstellung das Personal für die US-Panzerdivision aus dem ganzen Land.
Mit dem eigentlichen Training begann die 4. US-Panzerdivision Ende Mai 1941, als der ursprüngliche Personalbestand zum Zeitpunkt der Aufstellung von rund 3.800 Mann auf über 10.000 angestiegen war. Die ersten Monate waren vor allem vom Mangel gekennzeichnet, am Anfang hatte die Division nur 20 Fahrzeuge, weshalb unter anderem mit Panzerattrappen gearbeitet wurde. Das erste bedeutende Ereignis für die 4. US-Panzerdivision war ein Kommandowechsel. Maj. Gen. Henry W. Baird – bis Mai 1942 Divisionskommandeur – schied aus dem Militärdienst aus und wurde durch Maj. Gen. John S. Wood ersetzt. Dieser machte die Division in mehreren Manövern (unter anderem in Tennessee und Kalifornien) mit der mobilen Kriegsführung und ihren Herausforderungen vertraut.
Im Herbst 1943 wurde die 4. US-Panzerdivision neu organisiert und auf einen Personalbestand von knapp 10.940 Mann Sollstärke verkleinert (die ursprüngliche Größe der US-Panzerdivision lag bei 14.500 Mann). Hierfür löste die US-Armee die zwei vorhandenen Panzerregimenter auf (einzig die 2. und 3. Panzerdivision behielten die alte Organisation) und formte daraus drei Panzerbataillone (bestehend aus drei Kompanien mittlerer Kampfpanzer und einer Kompanie leichter Kampfpanzer). Insgesamt lag die Sollstärke pro Bataillon bei 53 Panzern und 729 Mann. Parallel zu den Panzerregimentern wurde auch die Organisation der Divisionsinfanterie verändert. Aus dem Infanterieregiment formte man drei Bataillone mit je 1.001 Mann Sollstärke (ausgerüstet mit M3 Truppentransportern). Ende Dezember 1943 nach Europa eingeschifft, erreichte die 4. US-Panzerdivision am 8. Januar 1944 Großbritannien, wo die Division Standorte in der Grafschaft Wiltshire bezog.

## Organisation und Ausrüstung
Ursprünglich bestand die 4. US-Panzerdivision aus zwei Panzerregimentern und einem gepanzerten Infanterieregiment, die von je einem Pionier- und Aufklärungsbataillon sowie einer Nachrichtenkompanie unterstützt wurden. Des Weiteren unterstanden der Panzerdivision divisionseigene Artillerie und Transporteinheiten.
Nach der Restrukturierung im September 1943 unterstanden der Division je drei Panzer- und Infanteriebataillone, drei Bataillone Divisionsartillerie, Transporteinheiten sowie Pioniere, eine Fernmelde- und ein Aufklärungsabteilung. Darüber hinaus waren der Panzerdivision zu verschiedenen Zeiten diverse Einheiten wie das 704. Panzerabwehrbataillon unterstellt.
Eine Besonderheit kennzeichnet die Organisation der US-Panzerdivisionen im Einsatz – die Zusammenfassung einzelner Truppenteile zum sogenannten Combat Command. Hierbei handelt es sich um taktische Großverbände unterhalb der Division, die im Allgemeinen aus einem Mix aus Panzer- und Infanterietruppen bestand und von Aufklärungs-, Artillerie-, Flak- und Panzerabwehrabteilungen unterstützt wurde. Jedes Combat Command sollte als Einheit auf die Herausforderungen auf dem Gefechtsfeld reagieren können. Dem Hauptquartier der 4. US-Panzerdivision unterstanden das Combat Command A (CCA), Combat Command B (CCB) und Combat Command R (CCR; Reserve). Die Combat Commands verfügten über keine eigenen Kampftruppen, sondern erhielten die zur Erfüllung ihrer jeweiligen Aufgaben erforderlichen Kampf- und Unterstützungseinheiten. Das CC A und das CC B verfügten über ein Stammpersonal von jeweils zwölf Offizieren und achtzig Soldaten. Das CC Reserve bestand aus einem Stammpersonal von drei Offizieren und fünf Soldaten.

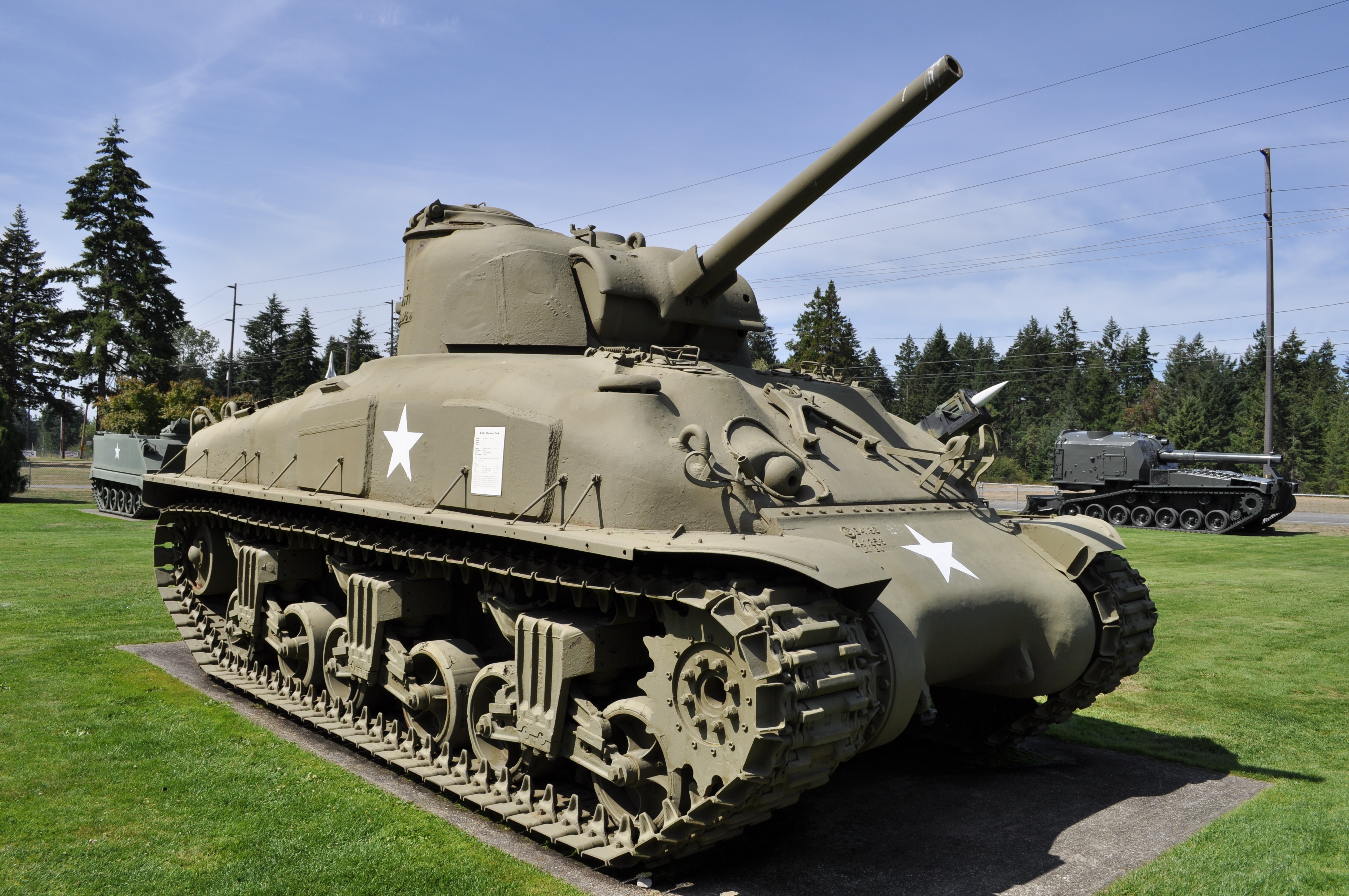
M-4A1 Sherman Tank

Am Anfang bildete der leichte Panzer M3 Stuart das Rückgrat der leichten Panzerkompanie. Dieser wurde später durch den M5 und ab 1945 durch den M24 Chaffee ersetzt. Als Standardpanzer setzte die 4. US-Panzerdivision den M4 Sherman in verschiedenen Versionen ein. In den USA arbeitete die Division beispielsweise mit dem M4A3, wurde in Großbritannien aber mit der früheren Version (M4A1) ausgerüstet. Im Kriegsverlauf erhielt auch die 4. US-Panzerdivision verbesserte Varianten, wie den M4A3E8. Die Infanteriebataillone der Division waren mit M3-Halbkettenfahrzeugen ausgerüstet. Deren Waffenarsenal bestand aus Maschinenpistolen (Thompson, Grease Gun), M1 Garand und M1 Carbine Gewehren, Maschinengewehren (.30- und .50-Kaliber-Maschinengewehre) und Bazookas. Bei der Divisionsartillerie kam im Wesentlichen das Selbstfahrgeschütz M7 (je Bataillon mit einer Sollstärke von 18 Geschützen) zum Einsatz. Daneben diverse weitere Militärfahrzeuge, wie der M8 Greyhound als radgetriebenes Aufklärungsfahrzeug, zum Einsatz.

### Organisation ab 1944
- Die Division setzte sich aus den folgenden Einheiten zusammen:[2]

Führungsgruppe:
- Headquarters
- Headquarters Company

Combat Commands:
- Combat Command A
- Combat Command B
- Combat Command Reserve

Panzerabteilungen:
- 8th Tank Bn
- 35th Tank Bn
- 37th Tank Bn

Infanterieabteilungen:
- 10th Armored Infantry Bn
- 51st Armored Infantry Bn
- 53rd Armored Infantry Bn

Divisionsartillerie:
- 22nd Armored Field Artillery Bn
- 66th Armored Field Artillery Bn
- 94th Armored Field Artillery Bn

Kampfunterstützungsgruppen:
- 25th Cavalry Reconnaissance Squadron (Mechanized)
- 24th Armored Engineer Bn
- 144th Armored Signal Co

Tross:
- 126th Ordnance Maintenance Bn
- 4th Armored Medical Bn
- Military Police Platoon
- Band

Je nach Bedarf wurden der Division Einheiten temporär zugeordnet.

## Einsatz im Zweiten Weltkrieg

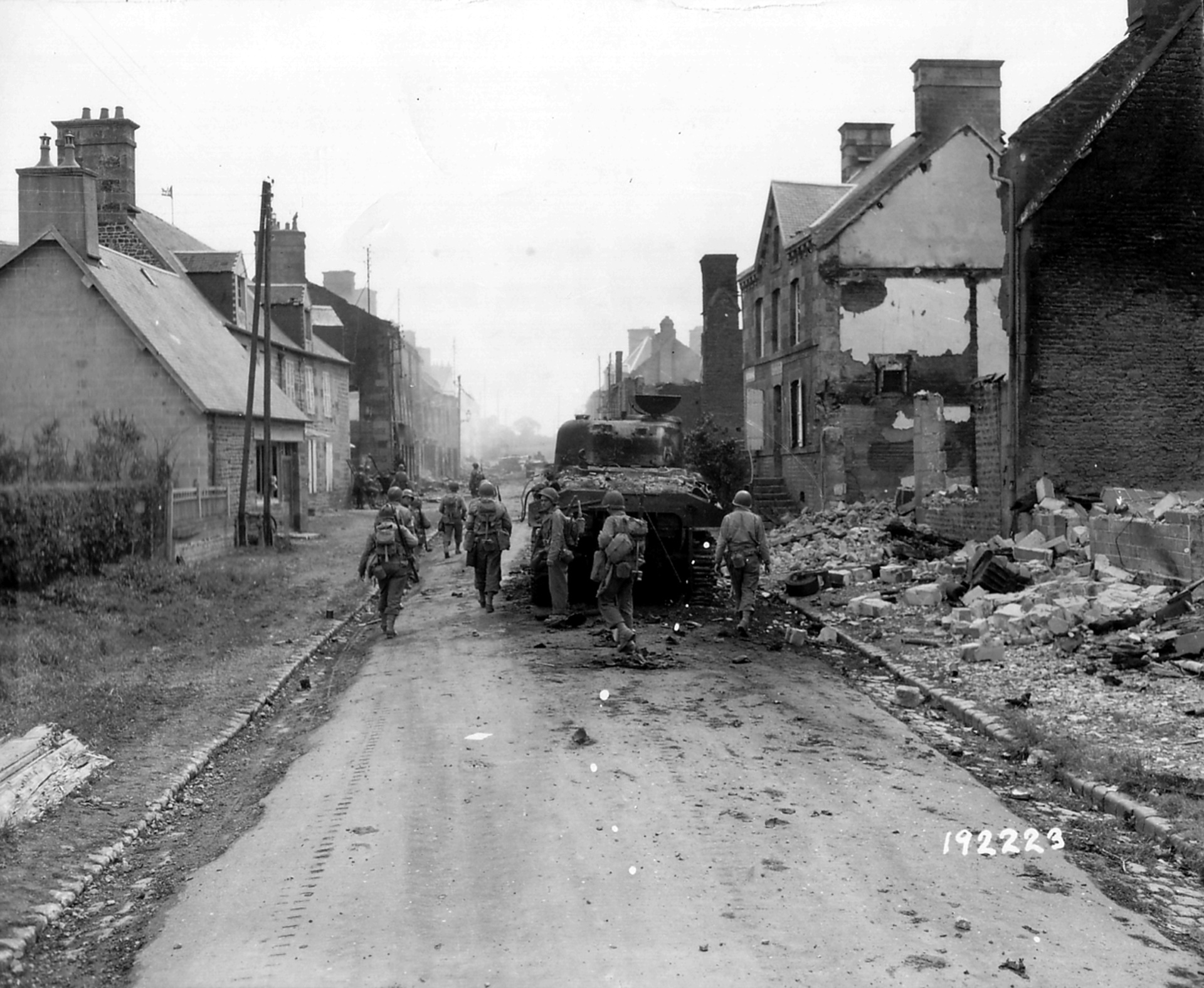
Kräfte der 4th Armored Division rücken vor. Häuser sind durch die vorangegangenen Kampfhandlungen beschädigt worden.

Die 4. US-Panzerdivision nahm an den Landeoperationen der Landung in der Normandie nicht teil, sie wurde erst Mitte Juli 1944 nach Frankreich verschifft. Einheiten der Division erreichten den Kontinent am 13. Juli, erste Stellungen bezog die Division am 17. Juli entlang der Front südlich Carentan.
Hier kam es am 18. Juli abends zur Feuertaufe der 4. US-Panzerdivision, als Teile des 53. Armored Infantry Bn einem Gegenangriff der 2. SS-Division „Das Reich“ gegenüberstanden. Erst durch ein Eingreifen des 10. Armored Infantry Bn konnte die Front wieder stabilisiert werden. Dem VIII. Corps unterstellt, nahm die Division ab dem 28. Juli 1944 am Ausbruch der US-Streitkräfte aus der Normandie (Operation Cobra) teil. Dabei fiel der 4. US-Panzerdivision eine entscheidende Rolle bei der Einnahme von Coutances und Avranches zu. Von hier aus rückte die Division über Rennes in die Bretagne vor und erreichte bereits in der Zeit vom 4. bis 7. August die Linie Châteaubriant–Lorient. Fünf Tage später konnte das CCA der Division – mit Unterstützung des französischen Widerstands – die Stadt Nantes einnehmen. Ab dem 13. August 1944 unterstand die Division dem XII. Corps, mit dem sich die 4. US-Panzerdivision über Orléans und Troyes (wurde vom CCA am 25. August 1944 erreicht) in Richtung auf die deutsche Grenze bewegte. Am 31. August erreichten Teile der Division bei Commercy die Maas.

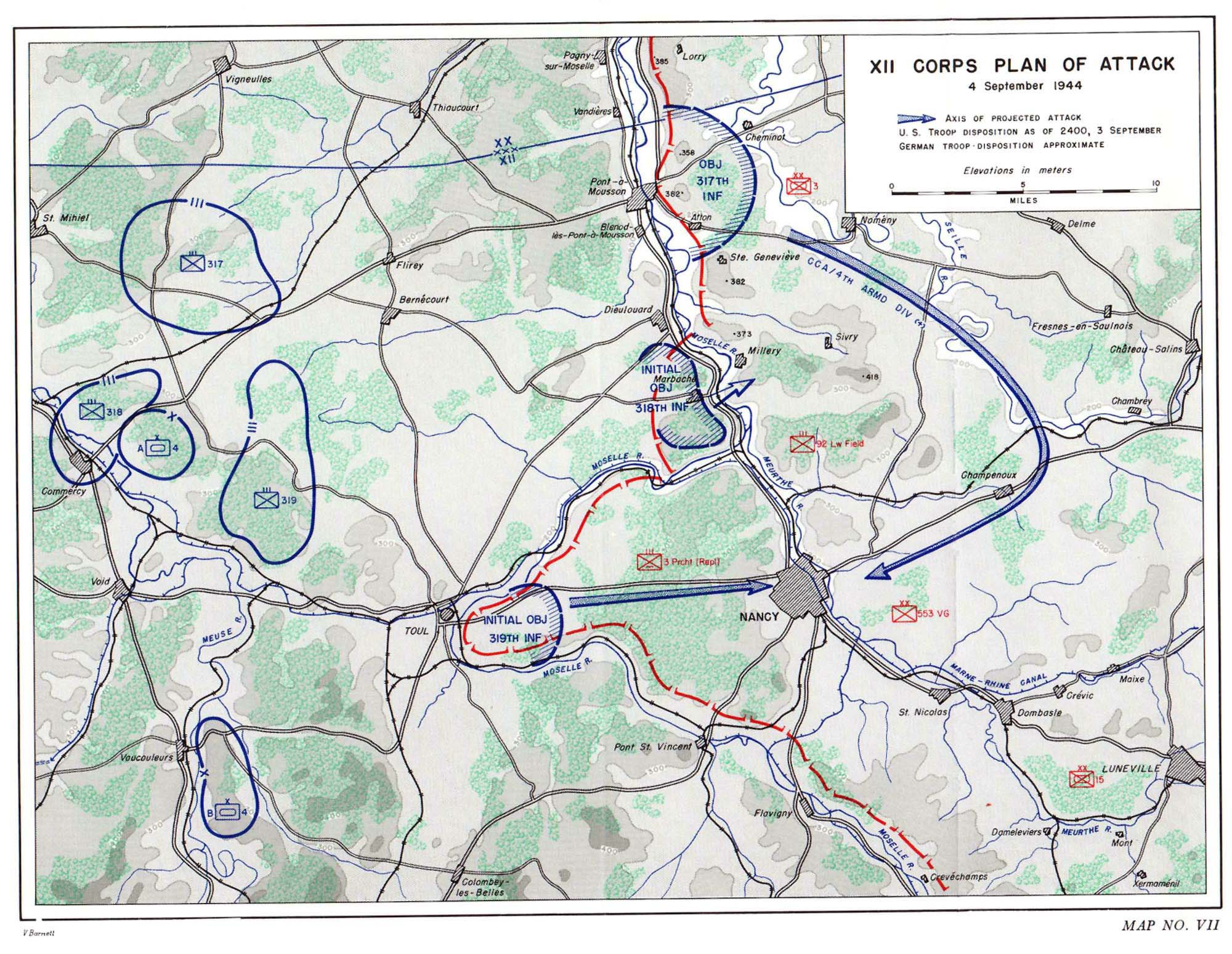
Ursprünglicher Angriffsplan gegen Nancy

 Als Verband im XII. Corps nahm die 4. US-Panzerdivision an der Schlacht um Nancy vom 5. bis 15. September teil. Nach erfolgreichen Übergängen über die Mosel bei Dieutouard und nördlich Luneville konnten die Kampfgruppen der Division Nancy am 14. September – bis auf einen kleinen Korridor – einschließen. Im Anschluss an die Überquerung der Mosel wurde die 4. US-Panzerdivision mit einem Gegenstoß der 5. Panzerarmee (Schlacht von Arracourt; 18.–19. September) konfrontiert. Obwohl zahlenmäßig überlegen, scheiterte der deutsche Angriff unter anderem aufgrund taktischer Fehler, aber auch an der Luftüberlegenheit der Alliierten. Nach einer relativ ruhigen Phase im Oktober 1944 nahm die Division im November den Kampf wieder auf und stieß in Richtung Saar vor. Hier stand die Division bis Anfang Dezember 1944 im Einsatz.

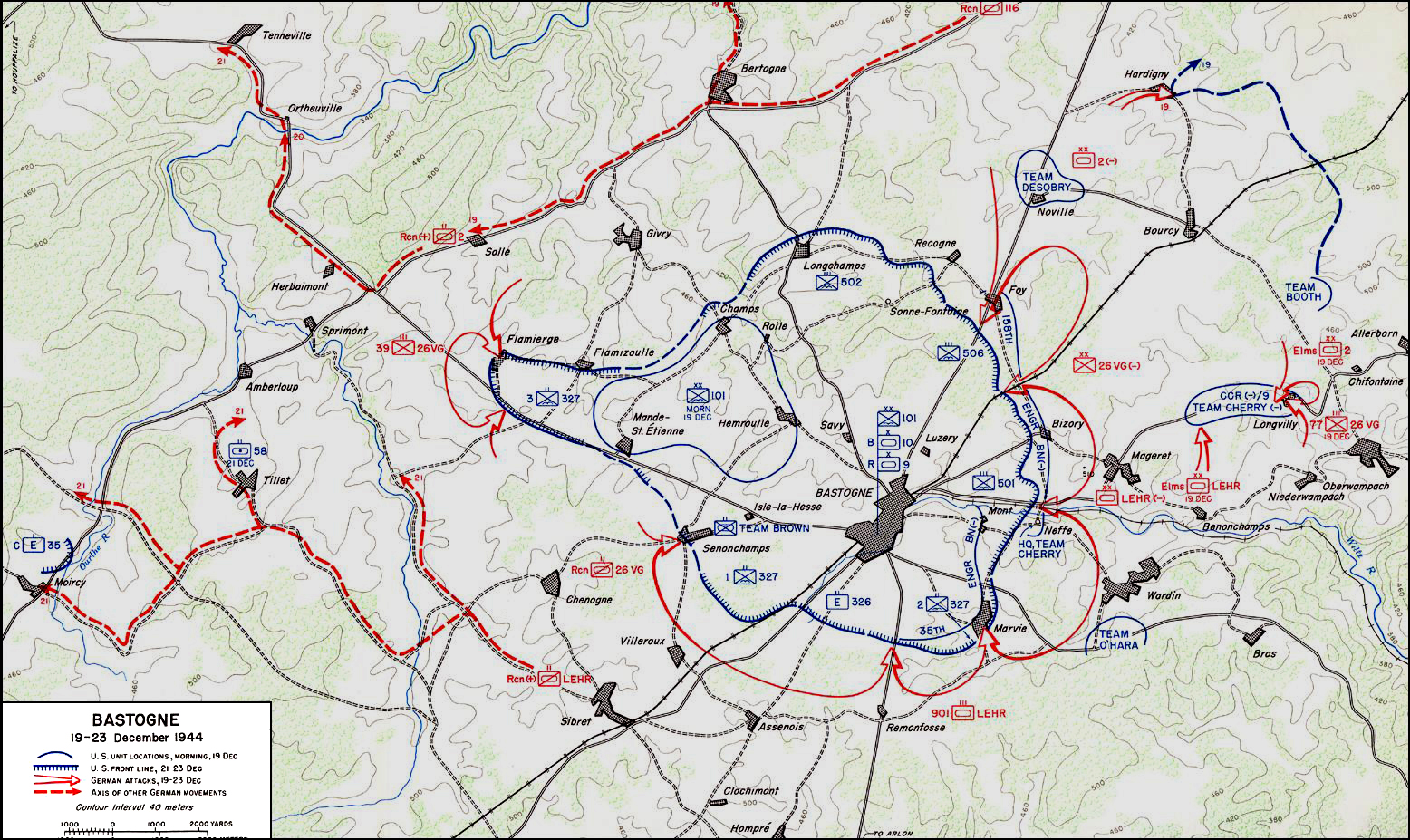
Situation in Bastogne zwischen dem 19. und dem 23. Dezember 1944

Der Beginn der Ardennenoffensive verhalf der 4. US-Panzerdivision zu ihrer späteren Bekanntheit. Ab 19. Dezember 1944 dem III. Corps unterstellt, legte die Division in einem Gewaltmarsch mehr als 250 Kilometer zurück. Am 22. Dezember griffen Kampfgruppen der Division aus dem Bereitstellungsraum Léglise–Arlon den Ring um die strategisch wichtige Stadt Bastogne in Richtung Martelange an. Obwohl zwischen Bastogne und dem Ausgangspunkt des Entsatzversuches nur wenige Kilometer lagen, brauchte die 4. US-Panzerdivision bis zum 26. Dezember, um einen Korridor zu den eingeschlossenen Truppen in Bastogne zu öffnen. Nach dem erfolgreichen Durchbruch operierte die Division in den letzten Kriegsmonaten von Luxemburg aus in Richtung Trier bzw. Worms und stieß Ende März über den Rhein vor. Bei der Schlacht um Aschaffenburg (25. März – 3. April 1945) eroberte und hielt sie, bis zur Ablösung durch die 45. Infantery Division, den strategisch wichtigen Brückenkopf auf der östlichen Mainseite. Bis zum Kriegsende erreichte die Division den tschechischen Fluss Otava.
Nach dem Kriegsende verblieb die 4. US-Panzerdivision noch bis ins Frühjahr 1946 (zuletzt stationiert in Hannover) in Deutschland, kehrte am 25. April 1946 offiziell in die USA zurück und wurde nur einen Tag später aus dem aktiven Dienst genommen.

### Verluste im 2. Weltkrieg
Im Zweiten Weltkrieg erlitt die Einheit folgende Verluste:
- Gesamt: 6.212
- Gefallen: 1.143
- Verwundet: 4.551
- Vermisst: 65
- Gefangene: 453

## Kalter Krieg
Die 4. US-Panzerdivision wurde 1954 erneut aktiviert und kam 1957 im Rahmen der Operation Gyroscope nach Westdeutschland zur 7. US-Armee (VII. US-Korps) mit dem Hauptquartier in Göppingen, Cooke Barracks. 1971 wurde die 4. US-Panzerdivision zur 1. US-Panzerdivision umgewidmet (redesignation).

## Kommandeure der 4. US-Panzerdivision
| 15. April 1941–Mai 1942    | Maj. Gen. Henry W. Baird      |
| Mai 1942 – Dezember 1944   | Maj. Gen. John S. Wood        |
| 3. Dezember 1944           | Maj. Gen. Hugh J. Gaffey      |
| 21. Februar 1945           | Col. Walter A. Bigby          |
| 25. Februar 1945           | Brig. Gen. Holmes E. Dager    |
| 1. März 1945               | Maj. Gen. Hugh J. Gaffey      |
| 21. März 1945              | Brig. Gen. William M. Hoge    |
| Juni 1945                  | Maj. Gen. Bruce L. Clarke     |
| Juli – September 1945      | Brig. Gen. William L. Roberts |
| September 1945 – März 1946 | Maj. Gen. Fay B. Prickett     |

## An Divisionsangehörige verliehene Auszeichnungen
| Medal of Honor                    | 3     |
| DSC (Distinguished Service Cross) | 45    |
| DSM (Distinguished Service Medal) | 3     |
| DFC (Distinguished Flying Cross)  | 7     |
| Legion of Merit                   | 27    |
| Silver Star                       | 757   |
| Soldiers Medal                    | 12    |
| Soldiers Medal                    | 12    |
| Bronze Star                       | 3.918 |
| Air Medal                         | 95    |